# Auts
Los Auts son una sierra española que se encuentra al sudeste de Mequinenza, en la Comarca del Bajo Cinca (Aragón). Se extienden por unos 6 kilómetros de norte a sur a la orilla derecha del Ebro frente a Mequinenza. Su altitud tiene una elevación máxima de 434 metros en el conocido como "Alto de los Auts".

## Historia

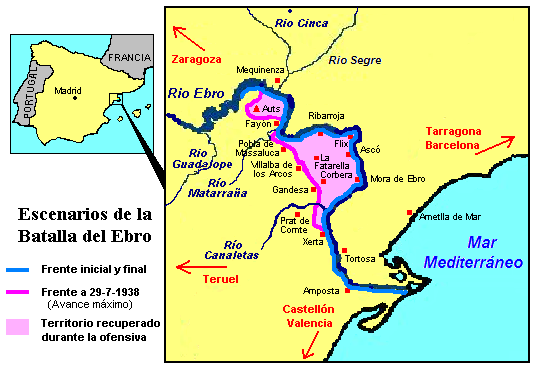
Escenarios de la Batalla del Ebro.

Con la voluntad de recuperar e curso de la guerra y aligerar la presión sobre Valencia, el Ejército Popular de la República ideó una ofensiva sobre la ribera derecha del Ebro, en un frente que abarcaba desde Tortosa a Mequinenza atravesando el Ebro por tres puntos.
Las posiciones al norte y al sur del eje de ataque tenían como objetivo ser operaciones de distracción. El sector norte, que se extendía desde Mequinenza a Fayón fue cruzado la madrugada del 25 de julio 42a división republicana avanzando hasta ocupar el Alto de los Auts, al sur del núcleo urbano de Mequinenza.
Tras nueve días de ataques ininterrumpidos sobre la línea defensiva franquista, el Estado Mayor republicano ordenó adoptar a sus tropas posiciones más defensivas. El general Franco decidió, pese a los consejos de algunos de sus generales que optaban por abrir un nuevo frente en Lérida, responder al desafío y plantear la batalla en el frente del Ebro.
La operación de la bolsa de Mequinenza-Fayón, de carácter secundario en la Batalla del Ebro respecto al objetivo principal-el avance hacia Gandesa-, se inició el 25 de julio con el cruce del río y la conquista de una cabeza de puente entre los pueblos de Fayón y Mequinenza.
El objetivo de la ofensiva republicana era fijar las reservas del enemigo y cortar la carretera de Mequinenza a Maella a la altura, precisamente, del "Cruce de Gilabert". Este nudo, sin embargo, no fue conquistado nunca. Al esfuerzo inicial de la 226 Brigada y parte de la 227 Brigada de la 42 ª División, que rápidamente conquistaron el Alto de los Auts, los franquistas replicaron con la progresiva llegada de refuerzos. La ofensiva continuó día tras día sin avances significativos a pesar de los durísimos combates. El día 1 de agosto un doble bombardeo aéreo y de artillería precedió un primer contraataque de las fuerzas franquistas. Los republicanos atacarían de nuevo dos días en un último intento de conquistar el ansiado 'Cruce de Gilbert' mientras que el día 6 de agosto se produjo el contraataque definitivo de los defensores, que se retiraron de manera ordenada hasta la medianoche del mismo día, evitando el colapso de la división entera.
El balance de esta batalla en Mequinenza fue uno de los más cruentos de toda la batalla del Ebro. Por parte republicana, 817 muertos y 1.328 prisioneros sin contar los heridos y desaparecidos (cerca de 3.000 bajas), y por el ejército franquista, 135 muertos y 1.284 heridos.

El parte de guerra del bando franquista era suficientemente elocuente: 
"El castigo infligido al enemigo ha sido durísimo, pues se llevan recogidos más de 900 cadáveres de los rojos, entre ellos el del jefe de una Brigada y muchos oficiales. Además se han recogido 1.600 fusiles de repetición, 56 ametralladoras, 180 fusiles-ametralladores y mucho material, que en su derrota no han podido retirar".
Entre los franquistas las unidades que partido un mayor número de bajas fueron la 3.ª, la 17.ª y la 18.ª Banderas de la Legión, el 9.º Tabor de Alhucemas y el 9.º de Tetuán.

## Monumento de los Auts

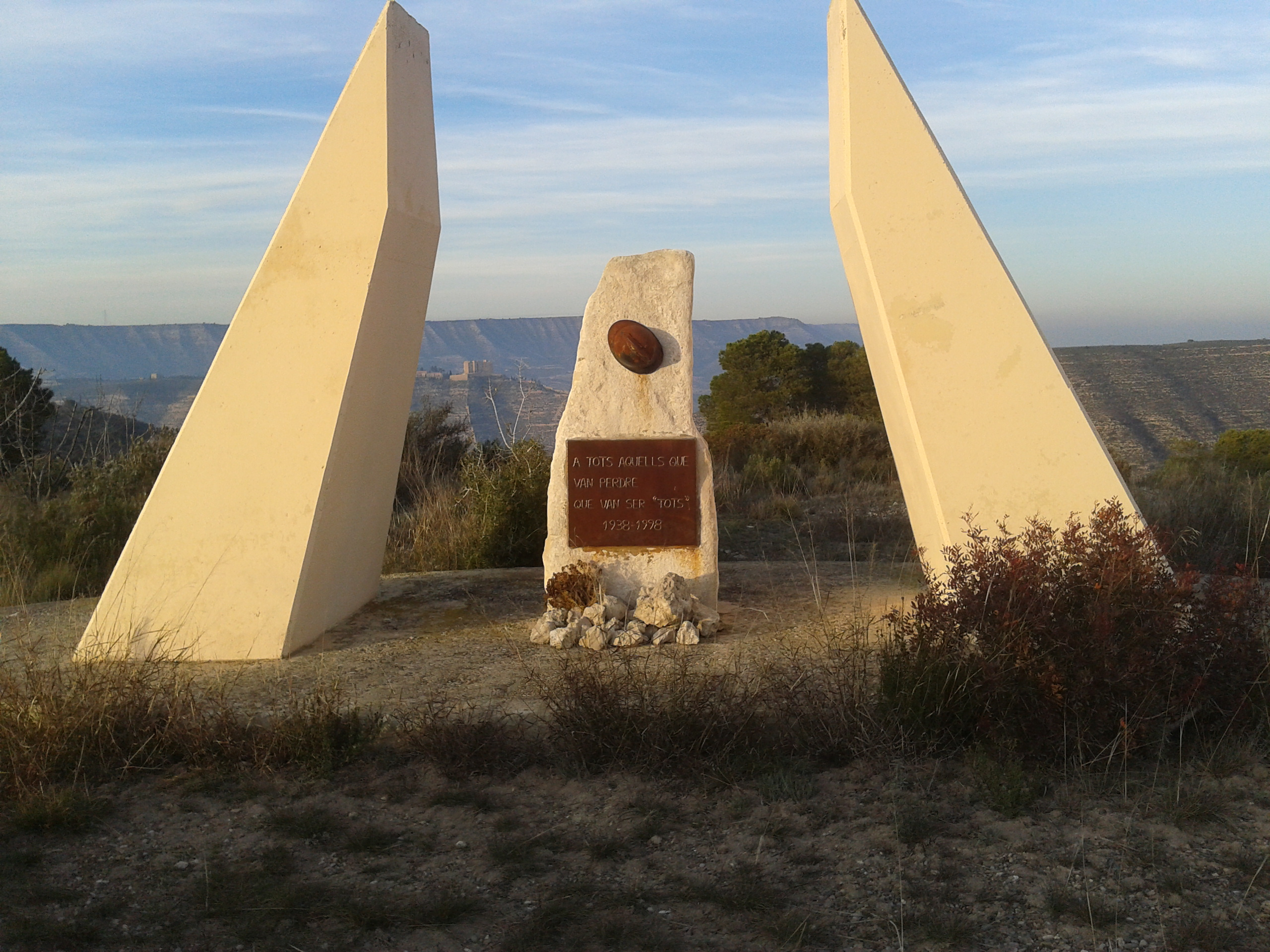
Monumento a los caídos en la Batalla del Ebro en Mequinenza.

Seis décadas después de los hechos, el 8 de agosto de 1998, la agrupación de supervivientes de la Quinta del Biberón inauguró el monumento erigido en la ladera del Alto de los Auts, una posición clave, la más elevada y duramente defendida por los republicanos. El monumento, diseñado por Javier Torres, está presidido por dos placas, en catalán y castellano, y dos cascos de cada bando. La placa dice: 'A todos aquellos que perdieron, que fueron todos' / 'A tots aquells que van perdre, que van ser tots'. En el acto participaron hasta 250 "biberones" acompañados por sus familias. Tras realizar una ofrenda floral a los pies del monumento, los veteranos rememoraron la sed, el calor y las enfermedades que sufrieron en aquellas cotas.
El Monumento se encuentra junto a la carretera de Mequinenza al finalizar la ascensión al puerto de Fayón, donde superado el brusco ascenso de la carretera un cartel indica el acceso al monolito.
Coincidiendo con la celebración del 80 aniversario del inicio de la Batalla del Ebro el miércoles 25 de julio de 2018 Mequinenza acogió un acto de conmemoración en el Monumento dels Auts, como conmemoración del 80 aniversario del inicio de la Batalla del Ebro en Mequinenza. En el transcurso del acto se leyeron cartas de los soldados enviadas desde las trincheras y se homenajeó a los combatientes de ambos bandos con una corona de laurel en el Monumento. En el transcurso del acto aviones F-18 de la Base Aérea de Zaragoza sobrevolaron el alto de los “Auts” como homenaje a todos los fallecidos en combate.